# Braulio
Il Bràulio è un amaro valtellinese a base di erbe dal contenuto alcolico di 21 gradi.

## Origine[1]
La sua ricetta originale risale al 1826, ideata da Francesco Peloni, farmacista e appassionato botanico di Bormio, dedito allo studio delle proprietà benefiche delle erbe locali. La produzione avviene a partire dal 1875.
Dal 1999 l'amaro è di proprietà della Casoni Liquori S.p.A., azienda con sede a Finale Emilia (Modena), anche se la produzione continua ad avvenire negli stabilimenti della famiglia Peloni a Bormio.
Titolare del marchio è la Fratelli Averna S.p.A., acquisita nel 2014 dal Gruppo Campari.

## Composizione e produzione
Gli ingredienti principali del Braulio sono erbe e piante officinali tra cui achillea moscata, bacche di ginepro, assenzio e radici di genziana.
Il particolare metodo di produzione prevede un invecchiamento di 2 anni in botti di rovere di Slavonia, periodo che aumenta fino a 3 anni per il Bràulio Riserva, prodotto in quantità molto limitate e dal sapore più forte e deciso.

## Consumo e caratteristiche organolettiche
Il Braulio è un digestivo da consumare freddo o a temperatura ambiente. Il sapore forte non permette molti accostamenti con altri alcolici, ma talvolta viene servito come aperitivo insieme a vino bianco frizzante. Un cocktail noto in Valtellina è il fraelino, miscela in parti uguali di grappa e Braulio.